# James Avery
James LaRue Avery (27. listopadu 1945 – 31. prosince 2013) byl americký herec, známý díky roli Philipa Bankse v seriálu Fresh Prince (vysíláno 1990–1996). Tato role se umístila na 34. místě v americkém časopisu TV Guide v anketě „50 nejlepších televizních otců všech dob“. V roce 1987 také namluvil kreslenou postavu v seriálu Želvy Ninja. V roce 2004 v seriálu Zlatá sedmdesátá byl trenérem Michaela Kelsa.

## Život a kariéra
Narodil se v roce 1945 v Pughsville, Hampton Roads ve Virginii a vyrůstal v Atlantic City v New Jersey. Bojoval ve válce ve Vietnamu jako člen U.S. Navy v letech 1968–1969, než odmaturoval na střední škole. Později se odstěhoval do San Diega, kde psal poezii a televizní scénáře.
Propůjčil hlas spoustě animovaných postaviček a hrál především v sitcomech menší i velké role.
V roce 1988 si vzal Barbaru, která nebyla v šoubyznysu. Neměli žádné biologické děti, ale stal se nevlastním otcem Kevina Waterse, syna manželky z předchozího vztahu. Byli spolu až do jeho smrti.
31. prosince 2013 James Avery zemřel ve věku 68 let kvůli komplikacím při operaci jeho srdce. Jeho matka Florence Avery, jeho manželka Barbara a jeho nevlastní syn ho přežili.
Janet Hubert, která hrála jeho manželku Vivian Banksovou v seriálu Fresh Prince, po jeho smrti řekla: „Natáčení s Jamesem Averym bylo úžasné. Byl jeden z nejlepších herců, s kterými jsem za celou tu dobu hrála. Byl jako velký těžký balvan, který by vás buď mohl zabít a nebo vás ochránit. Byl především herec – tvrdě cvičil, aby svou roli zahrál co nejlépe a díky tomu se vyšplhal na žebříčku mezi nejlepší filmové tatínky. Jeho srdce patří jeho pravé manželce Barbaře a rodině, takže si mě prosím s ní neplette a respektujte její místo. Já jsem hrála jeho manželku Vivian Banksovou pouze v seriálu. Odpočívej v míru Jamesi, svět je velké jeviště a my jsme jen postavy ve hře zvané – život.“